# Дуньковички
Дуньковички (пол. Duńkowiczki) — село на Закерзонні в Польщі, у гміні Орли Перемишльського повіту Підкарпатського воєводства.
Населення — 379 осіб (2011).

## Розташування
Розміщене недалеко від кордону з Україною. Село розташоване за 10 км на північ від Перемишля та 59 км на схід від Ряшева.

## Історія
До 1772 р. село входило до Перемишльської землі Руського воєводства.
У 1880 р. село належало до Перемишльського повіту Королівства Галичини та Володимирії Австро-Угорської імперії, у селі було 35 будинків і 181 житель. Наприкінці XIX ст. в селі зведено фортифікаційні укріплення кільцевої оборони фортеці Перемишль.
У 1934-1939 рр. село належало до ґміни Оріхівці Перемишльського повіту Львівського воєводства. У 1939 році в селі проживало 1100 мешканців, з них 340 українців, 740 поляків і 20 євреїв.
В липні 1944 року радянські війська оволоділи селом і незабаром оголосили про передачу території Польщі. Українців у 1945 р. добровільно-примусово виселяли в СРСР. Українське населення села, якому вдалося уникнути вивезення до СРСР, попало в 1947 році під етнічну чистка під час проведення Операції «Вісла» і було депортовано на понімецькі землі у західній та північній частині польської держави, що до 1945 належали Німеччині.
У 1975-1998 роках село належало до Перемишльського воєводства.

## Демографія
Демографічна структура станом на 31 березня 2011 року:
|          | Загалом | Допрацездатний вік | Працездатний вік | Постпрацездатний вік |
| -------- | ------- | ------------------ | ---------------- | -------------------- |
| Чоловіки | 182     | 37                 | 132              | 13                   |
| Жінки    | 197     | 47                 | 115              | 35                   |
| Разом    | 379     | 84                 | 247              | 48                   |

## Церква
Мурована греко-католицька церква Різдва Пр. Богородиці була збудована в 1838 р., зруйнована під час Першої світової війни. Була філіяльною церквою парафії Малковичі Перемиського деканату Перемишльської єпархії.
У 1927 р. українці збудували нову муровану церкву Різдва Пр. Богородиці. Мала філіяльний статус, належавши до парафії Малковичі Радимнянського деканату Перемишльської єпархії.